# Twierdzenie Milutina
Twierdzenie Milutina – twierdzenie udowodnione przez Aleksieja A. Milutina, mówiące, że dla każdej nieprzeliczalnej, zwartej przestrzeni metrycznej K przestrzenie Banacha funkcji ciągłych C(K) i C[0,1] (przestrzeń funkcji ciągłych na odcinku jednostkowym) są izomorficzne. Inny dowód twierdzenia Milutina pochodzi od S. Ditora.